# Menemerus transvaalicus
Menemerus transvaalicus är en spindelart som beskrevs av Wesolowska 1999. Menemerus transvaalicus ingår i släktet Menemerus och familjen hoppspindlar. Inga underarter finns listade i Catalogue of Life.